# Viejo Hombre-Sauce
El viejo Hombre-Sauce (Old Man Willow en el original en inglés) es un personaje del legendarium de J. R. R. Tolkien que aparece en su novela El Señor de los Anillos, concretamente en el capítulo 6 «El Bosque Viejo» de La Comunidad del Anillo; y en los poemas «Las aventuras de Tom Bombadil» y «El paseo en bote de Tom Bombadil», publicados en el libro de poemas titulado como el primero. Se trata de un sauce que crece en la orilla del río Tornasauce, en el Bosque Viejo, árbol que origina gran parte de las leyendas que en la trama se atribuyen a este lugar ficticio. Es retratado como un árbol, pero inteligente y malvado, con varios poderes especiales, como una suerte de irresistible hipnosis, y la posibilidad de mover sus raíces y tronco, y agarrar y agredir con ellos. Algunos personajes de la historia especulan con la posibilidad de que esté relacionado con los Ents, más concretamente con que se trate de un ucorno, ya que se supone que el Bosque Viejo formó parte del mismo bosque originario del de Fangorn. Sin embargo, al contrario que los Ents y los Ucornos, el viejo Hombre-Sauce es retratado con un aspecto aún más «arbóreo»: con las raíces ancladas al terreno y sin la habilidad de desplazarse de un lugar a otro. En la novela, el personaje de Tom Bombadil parece tener un fuerte poder sobre el viejo Hombre-Sauce, y es capaz de hacerle soltar sus presas y de refrenar su maldad.

## La posición del viejo Hombre-Sauce en el legendarium
De acuerdo con la historia narrada a los hobbits por Tom Bombadil, mucho antes del amanecer de los tiempos en la Tierra Media, mucho antes del despertar de los Elfos, los árboles eran los únicos habitantes de vastas extensiones del mundo. Como los Elfos despertaron en el lejano Este de la Tierra Media, aún pasó un tiempo considerable hasta que otros seres se esparcieron por los enormes bosques primigenios del occidente de la Tierra Media. una cierta cantidad de árboles concretos sobrevivieron desde aquellos tiempos hasta la época en la que se desarrolla El Señor de los Anillos, celosos y resentidos por el dominio de los Elfos y los Hombres sobre la tierra que una vez fue únicamente suya.
Bombadil cuenta a los hobbits que de todos los árboles corruptos del Bosque Viejo, el viejo Hombre-Sauce es el más poderoso y peligroso:

Ninguno, sin embargo, era más peligroso que el Gran Sauce: tenía el corazón podrido, pero una fuerza todavía verde; y era astuto, y ordenaba los vientos, y su canto y su pensamiento corrían entre los árboles de ambos lados del río. El espíritu gríseo y sediento del Sauce sacaba fuerzas de la tierra, extendiéndose como una red de raíces en el suelo y como dedos invisibles en el aire, hasta tener dominio sobre casi todos los árboles del bosque desde la Cerca hasta las Quebradas.
— J. R. R. Tolkien, La Comunidad del Anillo, capítulo 6 «El Bosque Viejo»

Esta descripción y su contexto parece dejar claro que el Gran Sauce era originalmente un árbol, y no un ent o un ucorno, a pesar de su gran maldad y poder.

## El viejo Hombre-Sauce enLa Comunidad del Anillo
En el capítulo sexto («El Bosque Viejo») de este libro Tolkien narra como el viejo Hombre-Sauce embruja a los cuatro hobbits de la Compañía (Frodo, Sam, Merry y Pippin) mientras atravesaban el Bosque Viejo en su camino hacia Bree, produciéndoles un profundo sueño mágico.
Merry y Pippin se recostaron sobre el tronco del sauce, durmiéndose. El árbol los atrapó con las grietas de su tronco, introduciéndoles en su interior. Frodo se sentó en una raíz para remojar los pies en la corriente del río, y también se durmió. El sauce le sumergió en el agua agarrándole con su raíz, con la intención de ahogarle. Sam, sin embargo, sospechó del aspecto siniestro del árbol y se las arregló para mantenerse despierto. En primer lugar, rescató a Frodo, y luego, entre los dos, debatieron la manera de liberar a los otros dos. Se les ocurrió prender fuego al árbol, para asustarle y que soltara a sus amigos. sin embargo, oyeron a Merry desde el interior del tronco pedir que evitaran el fuego, puesto que teme que el sauce les oprima hasta asfixiarles.
Finalmente fueron salvados por la oportuna llegada de Tom Bombadil, que «cantó» al viejo árbol para que liberara a los dos hobbits. El viejo Hombre-Sauce atendió al poder de esa canción, expulsando a Merry y Pippin de su tronco.

## El viejo Hombre-Sauce enLas aventuras de Tom Bombadil y otros poemas de El Libro Rojo
En Las aventuras de Tom Bombadil y otros poemas de El Libro Rojo el viejo Hombre-Sauce aparece en los dos primeros poemas del libro:
- en «Las aventuras de Tom Bombadil», el viejo Hombre-Sauce atrapa a Tom Bombadil en su tronco (de manera similar a como lo hace con Merry y Pippin en El Señor de los Anillos), pero en seguida le libera a una orden suya;[6] y

- en «El paseo en bote de Tom Bombadil», el malévolo árbol simplemente es mencionado como amenaza por Tom Bombadil.[7]

## El viejo Hombre-Sauce en las adaptaciones deEl Señor de los Anillos
La escena del viejo Hombre-Sauce no aparece, como ninguno de los hechos narrados en la novela sobre el Bosque Viejo, en la película de Peter Jackson. Sin embargo, en la versión extendida en DVD de la segunda de las películas de la trilogía (El Señor de los Anillos: las dos torres), se incluyó una escena muy similar, pero trasladada a Fangorn y protagonizada por un ucorno. En esta escena el que «canta» para liberar a Merry y Pippin no es Tom Bombadil (personaje totalmente suprimido en la trilogía) sino Bárbol.
En el videojuego de rol multijugador masivo en línea The Lord of the Rings Online, Tom Bombadil plantea a los jugadores el desafío de juntar lirios para Baya de Oro a los pies del viejo Hombre-Sauce, advirtiendo que el árbol cantará con la intención de dormirles, pues guarda los lirios.